# Mihály Eisemann
Mihály Eisemann, také Michael Eisemann (9. června 1898 Ratkovo, maďarsky Paripás – 15. února 1966 Budapešť) byl maďarský hudební skladatel, dirigent a klavírista.

## Život
Od roku 1917 studoval na Národní maďarské hudební akademii, kde se učil u Zoltána Kodályho, Alberta Siklóse a Leó Weinera. Vystudoval také práva. V letech 1923-1927 hrál na klavír v kabaretu, kde jeho skladby měly celostátní věhlas. V roce 1924 se oženil. V roce 1929 úspěšně debutoval jako operetní skladatel. Později skládal soundtracky k filmům. Po druhé světové válce byl opět pianistou v kabaretu.

## Dílo
Jeho první opereta Miss America vznikla ještě během studií. Celkem následovalo kolem 30 dalších operet, ve kterých uplatnil i jazzové prvky.
Napsal více než 15 filmových partitur. Film maďarsky Hyppolit a lakáj z roku 1931, ve kterém jsou některé jeho písně, byl druhým maďarským zvukovým filmem a pod názvem Er und sein Diener (česky On a jeho sluha) byl uveden i v německých kinech.

### Operety (výběr)
- Polibek a nic jiného (maďarsky: Egy csók és más semmi, německý text: Charles Amberg), Kurfürstendamm-Theater 1933, Brno 1933, Polsko 1934, Théâtre des Bouffes-Parisiens, Paříž 1938
- Kočka v pytli! (maďarsky: Zsákbamacska, německý text: Fritz Löhner-Beda), Komická opera v Admiralspalast Berlin, 1933, Divadlo na Veveří - Veveří 1, Brno, 1933
- Hvězda manéže (maď. Cirkusz csillaga, lengyel változat, německý text: Hugo Wiener, s Marikou Rökk), vídeňský „Zirkus Renz“ 1934, Polsko 1935
- Já a můj malý bratr (maďarsky: Én és a kisöcsém) 1935 – Divadlo na Veveří - Veveří 1,

### Filmová hudba
- Die schwebende Jungfrau, 1931
- Er und sein Diener, 1931
- Quadrille d`amour , 1934
- Die Katz` im Sack, 1935 (s Magdou Schneiderovou)
- Es flüstert die Liebe, 1935
- Trenul fantoma, Rumunsko, 193

### Písně
- Liebst du mich noch? (Senorita) (maďarsky: Szeret-e még?)
- Michaela (maďarsky: Lesz maga juszt is az enyém)
- Wovon träumen alle Frauen (maďarsky: Mondja, mi ragyog a szemén)
- Ein Kuss und sonst gar nichts (maďarsky: Egy csók és más semmi)
- Du bist mein Stern (maďarsky: Kié vagy mondd?)
- Bisschen Charme, bisschen Chic (maďarsky: Egy kis rúzs)
- Was tut man nicht alles (maďarsky: Mily nehéz ma lánynak lenni)
- J'aime tout ce qu'il aime (maďarsky: Egy kis rúzs) (věnováno k 90.narozeninám Danielle Darrieuxové)
- Reve mon coeur (maďarsky: Szeret e még?)
- Rien Qu'un Baiser (maďarsky: Egy csók és más semmi)
- Trois jours (maďarsky: Lecsó, lecsó...) (s Danielle Darrieuxovou a Pierreem Mingandem)
- On a moonlight night (maďarsky: Holdvilágos éjszakán)